# Mr. Big/Diskografie
Diese Diskografie ist eine Übersicht über die musikalischen Werke der US-amerikanischen Hard-Rock-Band Mr. Big. Den Schallplattenauszeichnungen zufolge hat sie bisher mehr als 4,5 Millionen Tonträger verkauft, davon alleine in ihrer Heimat über 1,5 Millionen. Ihre erfolgreichste Veröffentlichung ist das Album Lean into It mit über 1,6 Millionen verkauften Einheiten.

## Alben

### Studioalben
| Jahr | Titel Musiklabel                                          | Höchstplatzierung, Gesamtwochen, AuszeichnungChartplatzierungen (Jahr, Titel, Musiklabel, Platzierungen, Wochen, Auszeichnungen, Anmerkungen) | Höchstplatzierung, Gesamtwochen, AuszeichnungChartplatzierungen (Jahr, Titel, Musiklabel, Platzierungen, Wochen, Auszeichnungen, Anmerkungen) | Höchstplatzierung, Gesamtwochen, AuszeichnungChartplatzierungen (Jahr, Titel, Musiklabel, Platzierungen, Wochen, Auszeichnungen, Anmerkungen) | Höchstplatzierung, Gesamtwochen, AuszeichnungChartplatzierungen (Jahr, Titel, Musiklabel, Platzierungen, Wochen, Auszeichnungen, Anmerkungen) | Höchstplatzierung, Gesamtwochen, AuszeichnungChartplatzierungen (Jahr, Titel, Musiklabel, Platzierungen, Wochen, Auszeichnungen, Anmerkungen) | Anmerkungen                                                  |
| Jahr | Titel Musiklabel                                          | DE | AT | CH | UK | US | Anmerkungen                                                  |
| ---- | --------------------------------------------------------- | --- | --- | --- | --- | --- | ------------------------------------------------------------ |
| 1989 | Mr. Big Atlantic Records (WEA)                            | — | — | — | UK60 (1 Wo.)UK | US46 (18 Wo.)US | Erstveröffentlichung: 19. Juni 1989 Verkäufe: + 100.000      |
| 1991 | Lean into It Atlantic Records (WEA)                       | DE9 Gold · (30 Wo.)DE | AT3 Gold · (22 Wo.)AT | CH3 Gold · (26 Wo.)CH | UK28 (12 Wo.)UK | US15 Platin · (38 Wo.)US | Erstveröffentlichung: 26. März 1991 Verkäufe: + 1.655.000    |
| 1993 | Bump Ahead Atlantic Records (WEA)                         | DE39 (13 Wo.)DE | AT22 (8 Wo.)AT | CH16 (11 Wo.)CH | UK61 (1 Wo.)UK | US82 (6 Wo.)US | Erstveröffentlichung: 17. September 1993 Verkäufe: + 100.000 |
| 1996 | Hey Man Atlantic Records (WEA)                            | DE74 (4 Wo.)DE | — | CH48 (2 Wo.)CH | — | — | Erstveröffentlichung: 25. Januar 1996 Verkäufe: + 400.000    |
| 1999 | Get Over It Atlantic Records (WEA)                        | — | — | — | — | — | Erstveröffentlichung: 29. September 1999 Verkäufe: + 100.000 |
| 2001 | Actual Size Atlantic Records (WEA)                        | — | — | — | — | — | Erstveröffentlichung: 1. August 2001                         |
| 2010 | What If … Frontiers Records (Frontiers)                   | DE50 (1 Wo.)DE | AT71 (1 Wo.)AT | CH36 (2 Wo.)CH | — | — | Erstveröffentlichung: 15. Dezember 2010                      |
| 2014 | … The Stories We Could Tell Frontiers Records (Frontiers) | DE93 (1 Wo.)DE | — | CH51 (1 Wo.)CH | — | US158 (1 Wo.)US | Erstveröffentlichung: 24. September 2014                     |
| 2017 | Defying Gravity Frontiers Records (Frontiers)             | DE65 (1 Wo.)DE | — | CH32 (1 Wo.)CH | — | — | Erstveröffentlichung: 21. Juni 2017                          |
| 2024 | Ten Frontiers Records (Frontiers)                         | — | — | CH55 (1 Wo.)CH | — | — | Erstveröffentlichung: 11. Juli 2024                          |

### Livealben
| Jahr | Titel Musiklabel                                        | Höchstplatzierung, Gesamtwochen, AuszeichnungChartplatzierungen (Jahr, Titel, Musiklabel, Platzierungen, Wochen, Auszeichnungen, Anmerkungen) | Höchstplatzierung, Gesamtwochen, AuszeichnungChartplatzierungen (Jahr, Titel, Musiklabel, Platzierungen, Wochen, Auszeichnungen, Anmerkungen) | Höchstplatzierung, Gesamtwochen, AuszeichnungChartplatzierungen (Jahr, Titel, Musiklabel, Platzierungen, Wochen, Auszeichnungen, Anmerkungen) | Höchstplatzierung, Gesamtwochen, AuszeichnungChartplatzierungen (Jahr, Titel, Musiklabel, Platzierungen, Wochen, Auszeichnungen, Anmerkungen) | Höchstplatzierung, Gesamtwochen, AuszeichnungChartplatzierungen (Jahr, Titel, Musiklabel, Platzierungen, Wochen, Auszeichnungen, Anmerkungen) | Anmerkungen                                              |
| Jahr | Titel Musiklabel                                        | DE | AT | CH | UK | US | Anmerkungen                                              |
| ---- | ------------------------------------------------------- | --- | --- | --- | --- | --- | -------------------------------------------------------- |
| 1990 | Raw Like Sushi Atlantic Records (WEA)                   | — | — | — | — | — | Erstveröffentlichung: 25. Oktober 1990                   |
| 1992 | Mr. Big Live Atlantic Records (WEA)                     | — | AT37 (1 Wo.)AT | — | — | — | Erstveröffentlichung: 28. März 1992                      |
| 1992 | Raw Like Sushi II Atlantic Records (WEA)                | — | — | — | — | — | Erstveröffentlichung: 25. April 1992 Verkäufe: + 100.000 |
| 1994 | Raw Like Sushi 3 Atlantic Records (WEA)                 | — | — | — | — | — | Erstveröffentlichung: 1994 Verkäufe: + 200.000           |
| 1996 | Channel V Atlantic Records (WEA)                        | — | — | — | — | — | Erstveröffentlichung: 1996                               |
| 1997 | Live at Budokan Atlantic Records (WEA)                  | — | — | — | — | — | Erstveröffentlichung: 10. November 1997                  |
| 2002 | In Japan EastWest (WEA)                                 | — | — | — | — | — | Erstveröffentlichung: 24. April 2002 Verkäufe: + 100.000 |
| 2009 | Back to Budokan Frontiers Records (Frontiers)           | — | — | — | — | — | Erstveröffentlichung: 17. November 2009                  |
| 2011 | Live from the Living Room Frontiers Records (Frontiers) | — | — | — | — | — | Erstveröffentlichung: 27. April 2011                     |
| 2012 | Raw Like Sushi 100 WHD Entertainment (WHD)              | — | — | — | — | — | Erstveröffentlichung: 21. März 2012                      |
| 2015 | Raw Like Sushi 114 Wowow Entertainment (Wowow)          | — | — | — | — | — | Erstveröffentlichung: 15. Juli 2015                      |
| 2015 | R.L.S. 113 Sendai Wowow Entertainment (Wowow)           | — | — | — | — | — | Erstveröffentlichung: 15. Juli 2015                      |
| 2018 | Live from Milan Frontiers Records (Frontiers)           | DE85 (1 Wo.)DE | — | CH66 (1 Wo.)CH | — | — | Erstveröffentlichung: 13. Juli 2018                      |

### Kompilationen
| Jahr | Titel Musiklabel                                                 | Anmerkungen                                                   |
| ---- | ---------------------------------------------------------------- | ------------------------------------------------------------- |
| 1996 | Big, Bigger, Biggest! The Best of Mr. Big Atlantic Records (WEA) | Erstveröffentlichung: 25. November 1996 Verkäufe: + 1.020.000 |
| 2000 | Deep Cuts: The Best of the Ballads Atlantic Records (WEA)        | Erstveröffentlichung: 28. November 2000                       |
| 2004 | Greatest Hits Atlantic Records (WEA)                             | Erstveröffentlichung: 4. August 2004                          |
| 2004 | Next Time Around: Best of Mr. Big Atlantic Records (WEA)         | Erstveröffentlichung: 29. April 2009                          |

### EPs
| Jahr | Titel Musiklabel             | Anmerkungen                |
| ---- | ---------------------------- | -------------------------- |
| 2001 | Arrow Atlantic Records (WEA) | Erstveröffentlichung: 2001 |

## Singles
| Jahr | Titel Album                                                              | Höchstplatzierung, Gesamtwochen, AuszeichnungChartplatzierungen (Jahr, Titel, Album, Platzierungen, Wochen, Auszeichnungen, Anmerkungen) | Höchstplatzierung, Gesamtwochen, AuszeichnungChartplatzierungen (Jahr, Titel, Album, Platzierungen, Wochen, Auszeichnungen, Anmerkungen) | Höchstplatzierung, Gesamtwochen, AuszeichnungChartplatzierungen (Jahr, Titel, Album, Platzierungen, Wochen, Auszeichnungen, Anmerkungen) | Höchstplatzierung, Gesamtwochen, AuszeichnungChartplatzierungen (Jahr, Titel, Album, Platzierungen, Wochen, Auszeichnungen, Anmerkungen) | Höchstplatzierung, Gesamtwochen, AuszeichnungChartplatzierungen (Jahr, Titel, Album, Platzierungen, Wochen, Auszeichnungen, Anmerkungen) | Anmerkungen                              |
| Jahr | Titel Album                                                              | DE | AT | CH | UK | US | Anmerkungen                              |
| ---- | ------------------------------------------------------------------------ | --- | --- | --- | --- | --- | ---------------------------------------- |
| 1989 | Addicted to That Rush Mr. Big                                            | — | — | — | — | — | Erstveröffentlichung: 1989               |
| 1991 | Daddy, Brother, Lover, Little Boy (The Electric Drill Song) Lean Into It | — | — | — | — | — | Erstveröffentlichung: März 1991          |
| 1991 | Green Tinted Sixties Mind Lean Into It                                   | — | — | — | UK72 (1 Wo.)UK | — | Erstveröffentlichung: 7. Mai 1991        |
| 1991 | To Be with You Lean Into It                                              | DE1 Gold · (32 Wo.)DE | AT1 (23 Wo.)AT | CH1 (28 Wo.)CH | UK3 Silber · (11 Wo.)UK | US1 Gold · (24 Wo.)US | Erstveröffentlichung: November 1991      |
| 1992 | Just Take My Heart Lean Into It                                          | DE29 (12 Wo.)DE | — | CH20 (7 Wo.)CH | UK26 (4 Wo.)UK | US16 (20 Wo.)US | Erstveröffentlichung: 1. April 1992      |
| 1993 | Wild World Bump Ahead                                                    | DE24 (23 Wo.)DE | AT7 (13 Wo.)AT | CH7 (17 Wo.)CH | UK59 (1 Wo.)UK | US27 (20 Wo.)US | Erstveröffentlichung: Oktober 1993       |
| 1994 | Ain’t Seen Love Like That Bump Ahead                                     | — | — | — | — | US83 (6 Wo.)US | Erstveröffentlichung: Februar 1994       |
| 1994 | Nothing but Love Bump Ahead                                              | — | — | — | — | — | Erstveröffentlichung: 1994               |
| 1996 | Take Cover Hey Man                                                       | — | — | — | — | — | Erstveröffentlichung: 25. Januar 1996    |
| 1996 | Goin’ Where the Wind Blows Hey Man                                       | — | — | — | — | — | Erstveröffentlichung: 10. April 1996     |
| 1996 | Stay Together Big, Bigger, Biggest! The Best of Mr. Big                  | — | — | — | — | — | Erstveröffentlichung: 10. November 1996  |
| 1997 | Not One Night Big, Bigger, Biggest! The Best of Mr. Big                  | — | — | — | — | — | Erstveröffentlichung: 10. Februar 1997   |
| 1999 | Superfantastic Get Over It                                               | — | — | — | — | — | Erstveröffentlichung: 15. September 1999 |
| 1999 | Static Get Over It                                                       | — | — | — | — | — | Erstveröffentlichung: 22. Dezember 1999  |
| 2000 | Where Are They Now –                                                     | — | — | — | — | — | Erstveröffentlichung: 12. Juli 2000      |
| 2001 | Shine Actual Size                                                        | — | — | — | — | — | Erstveröffentlichung: 25. Juli 2001      |
| 2011 | The World Is On The Way –                                                | — | — | — | — | — | Erstveröffentlichung: 7. April 2011      |
| 2017 | Everybody Needs a Little Trouble Defying Gravity                         | — | — | — | — | — | Erstveröffentlichung: 5. Juni 2017       |
| 2017 | Up On You Defying Gravity                                                | — | — | — | — | — | Erstveröffentlichung: 14. Juli 2017      |
| 2024 | Good Luck Trying Ten                                                     | — | — | — | — | — | Erstveröffentlichung: 22. Mai 2024       |
| 2024 | Up On You Ten                                                            | — | — | — | — | — | Erstveröffentlichung: 19. Juni 2024      |

## Videoalben
- 1991: Lean into It
- 1992: Live in San Francisco
- 1999: Super Fantastic
- 2008: Bump Ahead / Live in Japan
- 2009: Back to Budokan

## Boxsets
- 2008: 2 in 1: Bump Ahead / Lean Into It
- 2015: The Vault

## Promoveröffentlichungen
Promo-Singles
- 2010: Undertow / All the Way Up

## Statistik

### Chartauswertung
|                     | DE    | AT    | CH    | UK    | US    |
| ------------------- | ----- | ----- | ----- | ----- | ----- |
| Nummer-eins-Alben   | DE—DE | AT—AT | CH—CH | UK—UK | US—US |
| Top-10-Alben        | DE1DE | AT1AT | CH1CH | UK—UK | US—US |
| Alben in den Charts | DE7DE | AT4AT | CH8CH | UK3UK | US4US |

|                       | DE    | AT    | CH    | UK    | US    |
| --------------------- | ----- | ----- | ----- | ----- | ----- |
| Nummer-eins-Singles   | DE1DE | AT1AT | CH1CH | UK—UK | US1US |
| Top-10-Singles        | DE1DE | AT2AT | CH2CH | UK1UK | US1US |
| Singles in den Charts | DE3DE | AT2AT | CH3CH | UK4UK | US4US |

### Auszeichnungen für Musikverkäufe
| Goldene Schallplatte - Australien - 1996: für das Album Lean into It - Japan - 1993: für das Album Mr. Big - 1994: für das Album Raw Like Sushi 3 - 1995: für das Album Raw Like Sushi II - 1999: für das Album Get Over It - 2000: für das Album Deep Cuts - 2001: für das Album Actual Size - 2015: für die Single To Be with You (Digital) - Niederlande - 1992: für die Single To Be with You - Schweden - 1992: für die Single To Be with You - Taiwan - 1994: für das Album Lean into It | Platin-Schallplatte - Australien - 1992: für die Single To Be with You - Hongkong - 1997: für das Album Big, Bigger, Biggest! The Best of Mr. Big - Japan - 1994: für das Album Lean into It - 1994: für das Album Bump Ahead - 1996: für das Album Hey Man - Kanada - 1992: für das Album Lean into It 2× Platin-Schallplatte - Neuseeland - 2023: für die Single To Be with You 3× Platin-Schallplatte - Japan - 1997: für das Album Big, Bigger, Biggest! The Best of Mr. Big |

Anmerkung: Auszeichnungen in Ländern aus den Charttabellen bzw. Chartboxen sind in ebendiesen zu finden.
| Land/RegionAuszeichnungen für Musikverkäufe (Land/Region, Auszeichnungen, Verkäufe, Quellen) | Silber  | Gold       | Platin       | Verkäufe  | Quellen           |
| -------------------------------------------------------------------------------------------- | ------- | ---------- | ------------ | --------- | ----------------- |
| Australien (ARIA)                                                                            | —       | Gold1      | Platin1      | 105.000   | aria.com.au       |
| Deutschland (BVMI)                                                                           | —       | 2× Gold2   | —            | 500.000   | musikindustrie.de |
| Hongkong (IFPI/HKRIA)                                                                        | —       | —          | Platin1      | 20.000    | ifpihk.org        |
| Japan (RIAJ)                                                                                 | —       | 7× Gold7   | 6× Platin6   | 1.900.000 | riaj.or.jp JP2    |
| Kanada (MC)                                                                                  | —       | —          | Platin1      | 100.000   | musiccanada.com   |
| Neuseeland (RMNZ)                                                                            | —       | —          | 2× Platin2   | 60.000    | radioscope.co.nz  |
| Niederlande (NVPI)                                                                           | —       | Gold1      | —            | 50.000    | nvpi.nl           |
| Österreich (IFPI)                                                                            | —       | Gold1      | —            | 25.000    | ifpi.at           |
| Schweden (IFPI)                                                                              | —       | Gold1      | —            | 25.000    | Einzelnachweise   |
| Schweiz (IFPI)                                                                               | —       | Gold1      | —            | 25.000    | hitparade.ch      |
| Taiwan (RIT)                                                                                 | —       | Gold1      | —            | 20.000    | Einzelnachweise   |
| Vereinigte Staaten (RIAA)                                                                    | —       | Gold1      | Platin1      | 1.500.000 | riaa.com          |
| Vereinigtes Königreich (BPI)                                                                 | Silber1 | —          | —            | 200.000   | bpi.co.uk         |
| Insgesamt                                                                                    | Silber1 | 16× Gold16 | 12× Platin12 |           |                   |